# Richard Traunmüller
Richard Traunmüller (* 13. Dezember 1980 in Linz) ist ein österreichischer Politikwissenschaftler.

## Leben
Traunmüller wuchs unter anderem in Deutschland und Singapur auf. Er erwarb 2007 das Diplom in Soziologie an der Humboldt-Universität zu Berlin, an der er ab dem Jahr 2000 studiert hatte. 2011 erwarb er den Dr. rer. soc. an der Universität Konstanz. Von 2014 bis 2020 lehrte er als Juniorprofessor für Empirische Demokratieforschung an der Goethe-Universität. Seit 2020 ist er Universitätsprofessor für Politikwissenschaft und Empirische Demokratieforschung an der Universität Mannheim.
Seine Forschungsschwerpunkte sind Politik der Redefreiheit und Zensur, die Präferenzen der Bürger für die Migrationspolitik und die Folgen sexueller Gewalt während des Krieges.
Im Herbst 2020 veröffentlichten Traunmüller und der Soziologe Matthias Revers eine öffentlich diskutierte Studie über Meinungsfreiheit an deutschen Universitäten; hierfür wurden Studenten der Johann Wolfgang Goethe-Universität Frankfurt am Main nach ihrer Haltung gegenüber anderen Ansichten befragt. Traunmüller erläuterte gegenüber der Süddeutschen Zeitung das Ergebnis, dass ca. ein Drittel der Befragten in Diskussionen „nicht sagen könnten, was sie wirklich denken“. Ein Teil der befragten Studenten sei zudem „nicht bereit, an der Universität kontroverse Redner zu akzeptieren“, je nach Thema der Diskussion liege diese Zahl zwischen 31 und 66 Prozent. Grund der Studie war die Befürchtung, politisch links stehende Studenten schränkten die Meinungs- und Redefreiheiten an Universitäten ein. Die Studie wurde unter anderem vom Frankfurter Soziologen Thomas Scheffer als nicht repräsentativ kritisiert.
Seit 2023 ist Traunmüller wissenschaftlicher Direktor des German Internet Panels (GIP). Er wurde 2024 in den Vorstand der Akademie für Soziologie gewählt.

## Schriften (Auswahl)
- Richard Traunmüller: Religion und Sozialkapital: ein doppelter Kulturvergleich. Zugl.: Konstanz, Univ., Diss., 2011. Springer VS, Wiesbaden 2012, ISBN 978-3-531-19407-3.
- Richard Traunmüller, Isabelle Stadelmann-Steffen, Kathrin Ackermann, Markus Freitag: Zivilgesellschaft in der Schweiz: Analysen zum Vereinsengagement auf lokaler Ebene (= Reihe Freiwilligkeit). Seismo, Zürich 2012, ISBN 978-3-03777-113-6.
- Richard Traunmüller, Sara Kijewski, Markus Freitag: The Silent Victims of Sexual Violence during War: Evidence from a List Experiment in Sri Lanka. In: Journal of Conflict Resolution. Band 63, Nr. 9, Oktober 2019, ISSN 0022-0027, S. 2015–2042, doi:10.1177/0022002719828053.
- Matthias Revers, Richard Traunmüller: Is Free Speech in Danger on University Campus? Some Preliminary Evidence from a Most Likely Case. In: KZfSS Kölner Zeitschrift für Soziologie und Sozialpsychologie. Band 72, Nr. 3, 1. September 2020, ISSN 1861-891X, S. 471–497, doi:10.1007/s11577-020-00713-z.
- Marc Helbling, Richard Traunmüller: Islamophobie in Westeuropa: Angst vor Muslimen oder Fundamentalisten? (= Blumenberg-Vorlesungen. Band 6). Herder, Freiburg Basel Wien 2023, ISBN 978-3-451-83910-8.